# Aarberg (district)
Het District Aarberg in kanton Bern met hoofdstad Aarberg omvat 12 gemeentes met gezamenlijk 153 km².
| Naam van gemeente       | Inwoners (31.12.2002) | Oppervlak in km² |
| ----------------------- | --------------------- | ---------------- |
| Aarberg                 | 3910                  | 7,9              |
| Bargen                  | 915                   | 7,9              |
| Grossaffoltern          | 2800                  | 15,1             |
| Kallnach                | 1541                  | 10,6             |
| Kappelen                | 1081                  | 10,9             |
| Lyss                    | 10.817                | 11,8             |
| Meikirch                | 2445                  | 10,3             |
| Niederried bei Kallnach | 275                   | 4,6              |
| Radelfingen             | 1220                  | 14,7             |
| Rapperswil              | 2071                  | 18,2             |
| Schüpfen                | 3264                  | 19,8             |
| Seedorf                 | 2921                  | 20,9             |